# Station Whitby
Whitby is een spoorwegstation van National Rail in Scarborough in Engeland. Het station is eigendom van Network Rail en wordt beheerd door Northern Rail. 